# Indradiumna
En el marco del hinduismo, el rey Indradiumna era el piadoso hijo del rey Sumati, del reino Pandia.
Su historia sucedió en el cuarto manwantara (hace muchos millones de años).

## Leyenda
Según el Bhagavata Purana, Indradiumna se dedicaba a realizar cada mañana una adoración (con ofrenda de flores, incienso, agua, etc.) a su deidad del dios Vishnú.
En una ocasión fue visitado por el bráhmana Agastia.
Éste le dijo a un portero: «Dígale a Indradiumna que he venido a verlo».
Pero el rey consideró que no debía abandonar la adoración por la mitad, por lo que le dijo al portero: «Recibe al sabio con el mayor respeto, condúcelo a mi cámara y pídele que tome asiento. Yo iré enseguida».
El sabio esperaba que el propio rey saliera a darle la bienvenida.
Al ver acercarse al sirviente, se sintió insultado:
«Indradiumna, como no viniste a honrarme, en tu próxima vida nacerás como elefante».
Cuando el sabio se alejaba del palacio, Indradiumna terminó su adoración a Vishnú.
Corrió tras el maledicente y le imploró que lo perdonara.
Agastia entendió que el rey no era orgulloso, pero las maldiciones de los bráhmanas son como las flechas: una vez lanzadas no pueden ser devueltas.
Entonces Agastia le dijo al rey que sólo se redimiría de su pecado si era tocado por el propio dios Vishnú.
En la literatura religiosa bengalí, Agastia es tomado como un ejemplo de una persona resentida (artta) y de conciencia rígida (sankuchita-chétana).

### Otra versión
Según otra versión, Indradiumna era rey de Tamila.
Indradiumna ya se había retirado de la vida civil, y se había retirado a Malaiachala, donde se dedicaba a realizar meditación y ayuno.
En una ocasión fue visitado por el bráhmana Agastia.
Como chatría (guerrero), Indradiumna se tendría que haber levantado y atendido al sabio, pero no lo hizo. El santo tomó esta falta de etiqueta como un insulto, así que maldijo al rey a convertirse en el elefante Gayendra (‘rey de los elefantes’, siendo gaya: ‘elefante’, e indra: ‘rey’).

## El elefante Gayendra
En su vida siguiente el rey Indradiumna nació del vientre de una elefanta, como el elefante Gayendra (‘rey de los elefantes’, siendo gaya: ‘elefante’, e indra: ‘rey’).
Vivió muchos años como elefante.
Un día fue a beber agua a un lago cercano al monte Trikuta, el rey de las montañas.
Allí vivía un gandharva llamado Juju (Hūhū en inglés), que también había sido maldecido por el santo Devala.
En una ocasión el bello Juju estaba en el lago teniendo relaciones sexuales con las doncellas celestiales apsaras, y el brahmana Devala (que vivía a orillas del lago) los vio y se perturbó grandemente, por lo que maldijo a Juju a convertirse en un cocodrilo.
Cuando el elefante Gayendra entró al lago para beber —según otra versión, para tener relaciones sexuales con su harén de elefantas—, el cocodrilo Juju lo capturó por una pata y trató de matarlo.
Lucharon durante mil años.
Gayendra, lleno de dolor, y dándose cuenta de que nunca terminaría de ganarle a Juju, le oró al dios Vishnú y le ofreció un loto con su trompa.
Su oración es conocida como Gayendra stuti.
Visnú descendió, mató a Juju (que automáticamente se fundió en la refulgencia brahma yioti del dios) y redimió a Indradiumna de la maldición.
Inmediatamente Indradiumna murió y su alma adoptó una forma humana con cuatro brazos y fue llevada a Vaikuntha, la morada eterna de Vishnú.

## Indradiumna en el Espasa
En el tomo 28 de la Enciclopedia Universal Ilustrada Europeo Americana (Espasa) (la cual se encuentra en el dominio público porque
su copyright es anterior a 1929) aparece Indradiumna con el nombre de Indratuima. Lo define así: ‘rajá indio inmortalizado por la tradición, que le atribuye numerosos hechos sobrehumanos.
Durante un largo tiempo, Pradyapati [sic, por Prayapati] Agastia le tuvo convertido en elefante, no recobrando su primitiva forma hasta después de haber pasado por diversas tribulaciones.
Su leyenda, recitada cada día por una boca piadosa, tiene la propiedad de hacer obtener el perdón de todos los pecados.

## Otro Indradiumna
Existe una leyenda en la India acerca de la creación de las deidades de Yaganat (Krishná), que se encuentran en el templo de Jagannatha Puri (siglo XIII, estado de Orisa)— que involucra a otro rey Indradiumna.